# Numeira
Numeira (sau An-Numayra) este un sit arheologic din Regatul Iordaniei  lângă sudul Mării Moarte. Situl are rămășițe substanțiale din epoca bronzului timpuriu.
Situl se află la 280m sub nivelul mării, pe malul Mării Moarte.
Numeira este, de asemenea, numele dat râului și văii (wadi adiacente sitului arheologic. Râul erodează semnificativ situl arheologic, distrugând poate până la 1/2 din așezarea inițială din cauza schimbărilor cursului de apă.

## Identificare
S-a susținut că Numeira aproximează presupusul oraș bilic Gomora, deși alți arheologi susțin că se află într-o zonă geografică greșită, pe locul sitului ar fi fost un sat spre deosebire de un oraș important și nu se încadrează în intervalul de timp desemnat.
O altă posibilitate este că ar putea fi Nimrim, valea râului la care face referire profetul Isaia în 15:5 ale cărui ape devin pustiite sau se usucă.